# Not Like the Movies
«Not Like the Movies» —en español: «No es como en las películas»— es una canción de la cantante estadounidense Katy Perry, que forma parte de su tercer álbum de estudio, Teenage Dream (2010). Perry escribió la canción junto a su productor, Greg Wells. Capitol Records la lanzó el 3 de agosto de 2010 como el primer sencillo promocional del álbum. Es una balada intensa contada desde la perspectiva de una adolescente. La letra trata sobre una chica que reflexiona sobre su primera vez, concluyendo que «no fue lo correcto». Tras esa experiencia, se da cuenta de que su «príncipe» aún «está por llegar» y la está esperando. Katy escribió esta canción al iniciar su relación con Russell Brand, quien luego se convertiría en su esposo.
Algunos críticos musicales elogiaron «Not Like the Movies», describiéndola como una canción poderosa, encantadora y una balada que invita a la reflexión. Sin embargo, también mencionaron que la letra hace solo una referencia mínima a Brand. En cuanto a su éxito comercial, la canción alcanzó el puesto 53 en el Billboard Hot 100 de Estados Unidos y el 41 en el Canadian Hot 100. Perry presentó la canción durante su gira California Dreams Tour en 2011. Además, la interpretó junto a «Teenage Dream» en la 53.ª edición de los premios Grammy, que se celebró el 13 de febrero de 2011. Esta actuación recibió elogios por parte de los críticos musicales.

## Antecedentes
En agosto de 2010, Perry habló en una entrevista en YouTube sobre Teenage Dream y reveló que «Not Like the Movies» fue la primera canción que compuso para el álbum, justo después de terminar su primera gira, Hello Katy Tour. La producción y la composición adicional estuvieron a cargo de Greg Wells, quien ya había colaborado con la cantante en su álbum debut, One of the Boys. Perry explicó que la canción se desarrolló en dos fases: la primera comenzó durante su gira, y la segunda se completó luego de que conociera a Russell Brand. Para ella, «es una pista muy especial», porque sentía que tenía una historia que debía contar. También manifestó el alivio que sintió al liberar todos sus sentimientos a través de este sencillo promocional, una canción que le permitió expresar todo lo que llevaba dentro.

## Composición

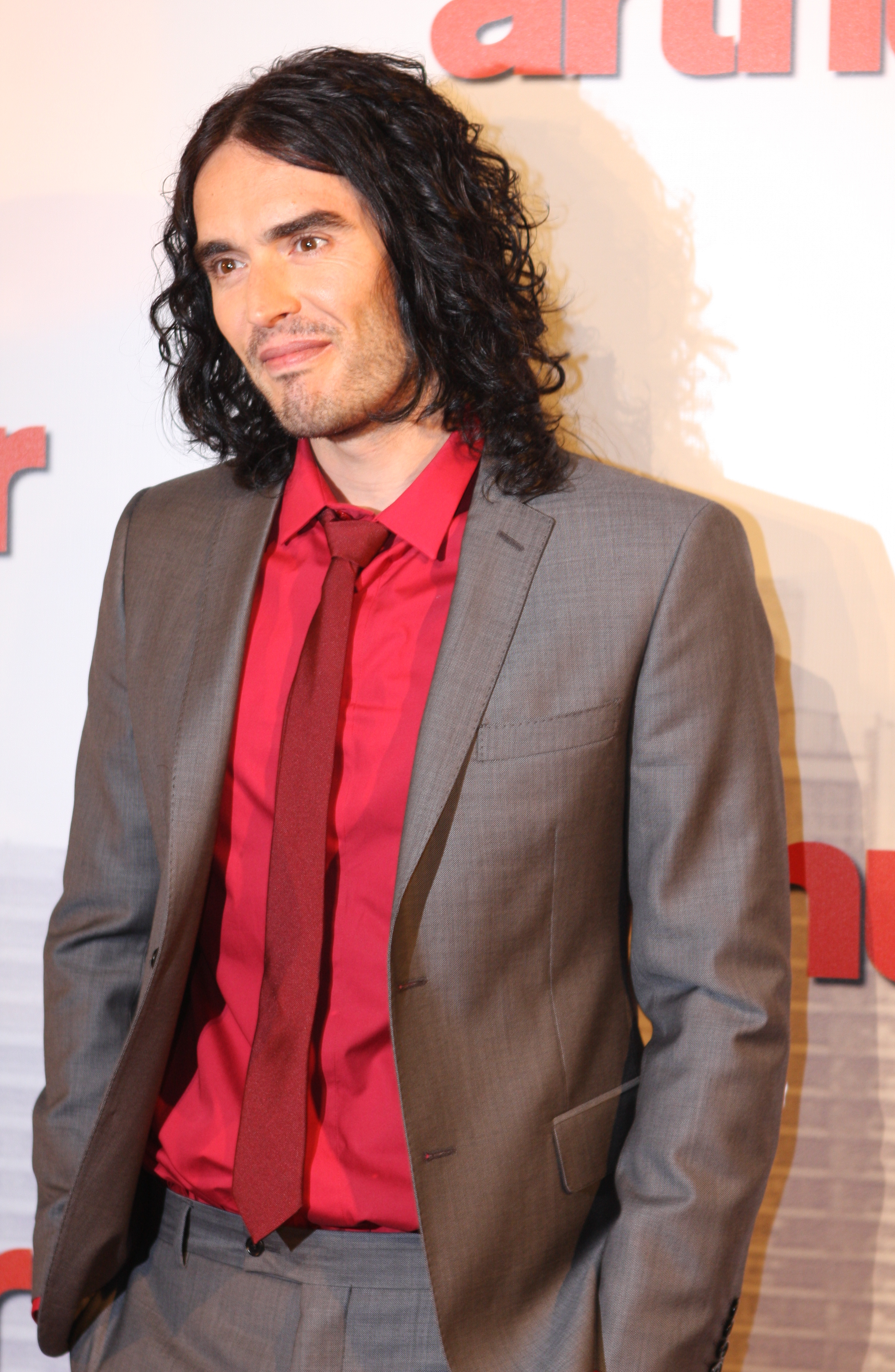
Perry terminó la canción cuando comenzó a salir con Russell Brand.

«Not Like the Movies» es una balada con elementos de teen pop que dura cuatro minutos y un segundo. La canción está en la tonalidad de la♭ mayor, en compás de 4/4, y su tempo alcanza las cien pulsaciones por minuto. Perry muestra un rango vocal que cubre más de una octava, desde fa♯3 hasta mi♭5, con una progresión armónica que sigue la secuencia la♭5-fa♯7-do♯ menor-mi. La letra se enfoca en una adolescente que no cree en el amor y aún espera encontrar al hombre de sus sueños, su tan anhelado «príncipe azul».
Chris Ryan, de MTV News, analizó la canción como una reflexión sobre «esa primera vez que te enamoras sin conocer las expectativas de una relación nueva», resaltando la influencia de «la magia de las historias cinematográficas». Steve Leftridge, crítico de PopMatters, opinó que la melodía «carece de emoción». Chris Ryan de MTV comparó la estructura de la canción con «Everytime» de Britney Spears y «My Immortal» de Evanescence. En el estribillo, Perry expresa su anhelo por un amor perfecto, como los que se ven en las películas.
Amanda, escritora de Portrait Magazine, destacó que es la única canción en Teenage Dream con un ritmo más lento y suave, en claro contraste con el resto del álbum. Además, señaló que «absorbe toda la energía de los demás temas para cerrar el disco, provocando que los corazones de sus fanáticos latan con fuerza al sentir las emociones de Perry».

## Recepción

### Comentarios de la crítica
Recibió en su mayoría críticas muy favorables. Bill Lamb de About.com comentó que «es otra canción potente de Perry, pero esta vez como una balada contemplativa». Chris Ryan de MTV dijo que es «encantador», también señaló que parte de la inspiración provino del exmarido de la cantante, Russell Brand. Ely Gardner del diario USA Today la llamó como «una potente e irresistible balada» y recomendó a los lectores comprarla. Amanda, una escritora de Portrait Magazine, afirmó que la pista es la mejor manera de finalizar con Teenage Dream y destacó el registro vocal de la intérprete, ya que tiene «una canción que practicar para cantarla bien en vivo». El revisor concluyó diciendo que «es una grabación realmente buena». Rob Sheffied de Rolling Stone comentó que:
La canción recibió numerosas críticas positivas. Bill Lamb, de About.com, afirmó que «es otra canción poderosa de Perry, pero esta vez como una balada introspectiva». Chris Ryan, de MTV, la describió como «encantadora» y mencionó que parte de su inspiración provino de la relación con su exmarido, Russell Brand. Ely Gardner, de USA Today, la calificó como «una balada irresistible y potente», recomendando su compra a los lectores. Amanda, escritora de Portrait Magazine, aseguró que es la mejor forma de cerrar Teenage Dream, destacando la voz de la intérprete y señalando que «es una canción que requiere dedicación para interpretarla bien en vivo». Finalmente, concluyó que «es una excelente grabación». Rob Sheffield, de Rolling Stone, comentó que:

«Cuando Katy Perry trabajaba en la balada "Not Like the Movies", ella recordaba esos momentos donde se encontraba en el suelo llorando por su trágica vida amorosa, ahora al mezclar el tema de la pantalla grande con sus amoríos, hace énfasis a la típica tradición de las niñas suburbanas que les gustan comparar sus crisis emocionales con alguna película de Hollywood».

### Desempeño comercial
Aunque Capitol Records lanzó la canción como sencillo promocional, logró entrar en las listas musicales gracias a las descargas digitales. En Estados Unidos, debutó en la posición 53 del Billboard Hot 100 durante la semana del 11 de agosto de 2010, y permaneció en la lista durante ocho semanas. En el conteo Digital Songs, alcanzó el puesto 22, con ventas de 57 000 copias digitales. En Canadá, debutó en el número 41 del Canadian Hot 100.

## Interpretaciones en directo

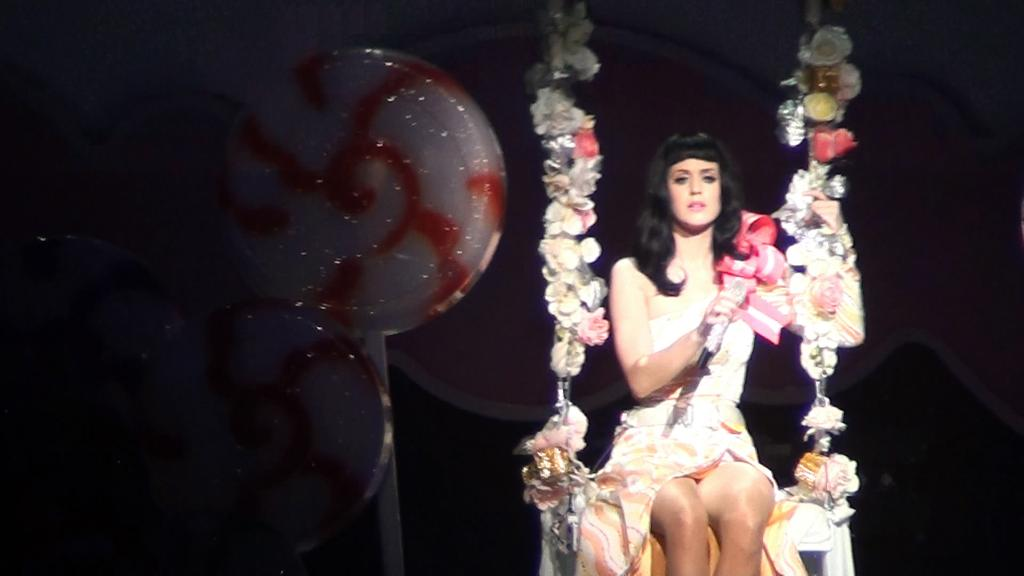
Perry interpretando «Not Like the Movies» en su gira California Dreams Tour, de 2011.

Perry incluyó la canción en el repertorio de su gira mundial California Dreams Tour en 2011. Durante las presentaciones, se sentaba en un columpio adornado con flores. Este columpio se elevaba poco a poco para revelar un tren de color blanco, marcando el final de esa parte del concierto. Mientras tanto, una máquina lanzaba burbujas, y una sábana detrás de ella mostraba imágenes de dibujos animados de animales enamorados. Ed Masley, del diario The Arizona Republic, consideró que la actuación de «Not Like the Movies» fue «encantadora».
Perry también interpretó la canción en la 53.ª edición de los premios Grammy, con una puesta en escena similar a la de su gira. En lugar de los dibujos animados, las pantallas mostraban imágenes de la boda de Perry con Russell Brand. Mawuse Ziegbe, reportero de MTV News, describió la actuación como «un sincero homenaje a su matrimonio». Claire Suddath, de la revista Time, explicó que, al coincidir los Grammys con el Día de San Valentín, Perry diseñó el escenario con la temática de la canción para rendir tributo a la celebración. Suddath le dio una calificación de B+. Jon Bream, de Star Tribune, le otorgó un puntaje de B.
Luego del California Dreams Tour, Perry dejó de incluir a «Not Like the Movies» en su repertorio regular. El 23 de abril de 2025, el público de Ciudad de México eligió esta canción en la sección Choose Your Own Adventure de la gira The Lifetimes Tour; Perry interpretó una versión acústica de la pieza, marcando su primera vez en vivo desde el 2012. A pedido del público, Perry volvió a interpretarla el 28 de abril de 2025 en Monterrey.

## Posicionamiento en listas
| Canadá         | Canadian Hot 100  | 41 |
| Estados Unidos | Billboard Hot 100 | 53 |
| Estados Unidos | Digital Songs     | 22 |

## Certificaciones
| País           | Organismo certificador | Certificación | Ventas certificadas | Ref.   |
| -------------- | ---------------------- | ------------- | ------------------- | ------ |
| Estados Unidos | RIAA                   | Oro           | 500 000             | [ 25 ] |